# زندان در ایران
زندان‌ها در ایران زیر نظر سازمان زندان‌ها و اقدامات تأمینی و تربیتی کشور اداره می‌شوند. مسئله زندان به عنوان چالشی بر سر راه دستیابی به توسعه پایدار در ایران مطرح است.

## جمعیت زندانیان و آمار مرتبط
بر اساس آمارهای مرکز بین‌المللی مطالعات زندان‌های جهان در سال ۲۰۱۳، جمعیت زندانیان کشور در حدود ۲۲۶ هزار نفر اعلام شده‌است و ایران از این حیث در رتبهٔ هشتم جهان قرار دارد. (اعدادی نزدیک به این آمار را منابع داخلی نیز تأیید می‌کنند) این آمار مربوط به جمعیت ثابت زندان‌ها است اگر جمعیت افرادی که محکومیت‌های کوتاه‌مدت دارند و در طول کمتر از یک سال از زندان خارج می‌شوند یا افرادی که تحت قرار بازداشت موقت وارد زندان‌ها می‌شوند را به این آمار بیفزاییم به رقمی در حدود ۵۰۰ هزار نفر بالغ می‌شود.
طبق آمار مرکز بین‌المللی مطالعات زندان‌های جهان، حدود ۳ درصد از زندانیان را در ایران زنان تشکیل می‌دهند و تعداد زندانیان با سن کمتر از ۱۸ سال تنها ۰٫۵ درصد است؛ بنابراین جمعیت اصلی زندانیان ایرانی را مردان بالغ تشکیل می‌دهند که عناصر اصلی تشکیل دهنده نیروی کار در جامعه هستند؛ به عبارت دیگر در ایران حدود ۲۰۰ هزار نیروی کار بالقوه در زندان هستند و اقتصاد جامعه از فعالیت آن‌ها بی‌بهره است. از طرفی هزینهٔ نگهداری از زندانیان بسیار بالا است. محاسبهٔ هزینه غذای مورد نیاز روزانه زندانیان و هزینه‌های آموزش و تأمین فضای مناسب جهت ایشان، ارقام بسیار بالایی را نشان می‌دهد. در قانون بودجه ۹۴ مبلغ ۴۲۸ میلیارد تومان به عنوان هزینه‌های جاری برای سازمان زندان‌ها در نظر گرفته شده بود و در لایحه بودجه ۹۵ این رقم به مبلغ ۵۱۴ میلیارد تومان افزایش پیدا کرده‌است.

## زندان‌ها در برنامه‌های توسعه
از سال ۱۳۶۸ و با تصویب قانون برنامهٔ اول توسعه، پای مسائل زندان‌ها به برنامه‌های توسعه باز شده و تاکنون در تمام برنامه‌های پس از آن نیز حضور داشته‌است.
سیاست‌های اتخاذشده در برنامه‌های توسعه را می‌توان در ۴ دسته بیان کرد: ۱. کاهش تعداد محکومین به حبس ۲. حمایت از خانواده زندانیان ۳. اصلاح وضعیت درون زندان‌ها ۴. وضع زندانیان پس از پایان دوره محکومیت.

## وضعیت زندان‌ها
بنا بر گزارش خبرگزاری هرانا در ۱۸ تیر ۱۳۹۹ وضعیت زندان ارومیه پس از شیوع ویروس کرونا، اقلام بهداشتی از جمله ماسک و مواد ضدعفونی نایاب و محدود با قیمت بسیار بالا می‌باشد و در غذای زندانیان موش و سوسک پیدا شده و کیفیت آن نیز بسیار پایین است و قابل خوردن نیست. بسیاری از زندانیان بخاطر آب آشامیدنی این زندان دچار بیماری‌های کلیوی شده‌اندازدیگر زندانهای دارای شرایط بد حتی قبل از ورود کرنا 
میتوان به زندان پارسیلون شهرخرم آباداشاره نمود  که درهمین راستا یکی از زندانیان در بند زندان پارسیلون خرم آباد بنام حمیدرضاامینی   متولد ملایر بعلت بیماری کلیوی وبا تخفیفات ریاست زندان وهمکاری مستمربامامورین زندان با تخفیف درپرونده وبعلت شرایط بد زندان بهمراه ۱۱تن دیگر درسال ۸۳ آزاد گردیدند.

## زندان‌های پنهانی سازمان اطلاعات سپاه پاسداران انقلاب اسلامی
فهرست برخی از زندان‌ها و بازداشت‌گاه‌های مخوف و مخفی سازمان اطلاعات سپاه (ساس):
1. بازداشتگاه‌های سازمان اطلاعات سپاه در ارومیه؛
2. بازداشتگاه سازمان اطلاعات سپاه سنندج (شهرام‌فر)؛

بازداشتگاه سپاه نبی اکرم کرمانشاه.

## زندان‌های پنهانی وزارت اطلاعات
فهرست برخی از زندان‌ها و بازداشت‌گاه‌های مخوف و مخفی وزارت اطلاعات (واجا):
1. بازداشتگاه اداره اطلاعات ارومیه؛
2. بازداشتگاه اداره اطلاعات سنندج؛
3. بازداشتگاه اداره اطلاعات کرمانشاه.

## زندان‌های تحریم شده توسط آمریکا
- زندان قرچک
- زندان فشافویه
- زندان عادل آباد
- زندان اوین
- وکیل آباد مشهد
- زندان ارومیه[۵][۶]

## واکنش‌ها
- در روز چهارشنبه ۲۴ شهریور ۱۴۰۰ سازمان عفو بین‌الملل در بیانیه‌ای تحت عنوان «ایران: بی‌عقوبت ماندن یک دهه مرگ در حین بازداشت؛ استمرار مصونیت سازمان‌یافته مرتکبان شکنجه از مجازات» با اشاره به اینکه مقامات ایرانی در مورد دست‌کم ۷۲ فردی که از ژانویه ۲۰۱۰ در بازداشتگاه‌های جمهوری اسلامی جان خود را از دست داده‌اند پاسخی نداده‌اند، تأکید کرد: «از آن زمان تاکنون حتی یک نفر از مقامات یا مأموران به خاطر این مرگ‌ها مسئول دانسته نشده و این نشان‌دهنده سابقه دیرینه جمهوری اسلامی ایران در مصون نگاه داشتن مرتکبان قتل از مجازات است.»[۷]
- روز سه‌شنبه ۲۳ فروردین ۱۴۰۱ سازمان عفو بین‌الملل، ۹۶ مورد مرگ، ۹۲ زندانی مرد و ۴ زندانی زن، در ۳۰ زندان در ۱۸ شهر جمهوری اسلامی به دلیل محروم کردن عمدی از رسیدگی‌های و مراقبت‌های پزشکی، را در جدیدترین گزارش خود ثبت و مستند کرده‌است.[۸]
- روز چهارشنبه ۳ شهریور ۱۴۰۰ سازمان عفو بین‌الملل پس از انتشار ویدئوهای از نحوهٔ برخورد زندانبانان با زندانیان در ایران، خواستار آن شد که مقامات جمهوری اسلامی به گزارشگر ویژه سازمان ملل در امور حقوق بشر در ایران اجازهٔ بازرسی مستقل از زندان‌های جمهوری اسلامی را بدهد. مدیر بخش خاورمیانه و شمال آفریقا در عفو بین‌الملل، هبه مریف، ضمن تأکید بر «گسترده و سیستماتیک» بودن شکنجه و سایر بدرفتاری‌ها در زندان‌ها و بازداشتگاه‌های ایران افزود: «عذرخواهی مختصر و وعده‌های کلی» مقامات جمهوری اسلامی برای رسیدگی به این وضعیت کافی نیست.[۹]